# Essern
Essern ist ein Ortsteil des Fleckens Diepenau in der Samtgemeinde Uchte im niedersächsischen Landkreis Nienburg/Weser.

## Geografie

### Lage
Essern liegt in der südwestlichen Ecke des Landkreises Nienburg/Weser. Die Grenze zum Bundesland Nordrhein-Westfalen ist nach Westen hin 3 km entfernt.
Nordöstlich in 2 km Entfernung liegt das Große Moor (auch Uchter Moor beziehungsweise Großes Uchter Moor genannt), ein 3.263 ha großes Hochmoorgebiet, das seit 2007 unter Naturschutz steht.

## Geschichte
Am 1. März 1974 wurde Essern in den Flecken Diepenau eingegliedert. Der „Heidepark“ entstand ab dem Jahre 1906 im südwestlichen Bereich des Ortes.

## Veranstaltungen
Am letzten Wochenende im Juli findet das durch den Schützenverein ausgetragene traditionelle Schützenfest im Heidepark statt. Außerdem führt die Laienspielgruppe Essern jedes Jahr im Januar und Februar ein plattdeutsches Theaterstück auf.

## Infrastruktur
Die größte Sehenswürdigkeit Esserns ist das „Tor zum Moor“, eines von drei „moorspezifischen Informationszentren“ (Wortwahl der „Tourist Information Dümmerland“) in der Diepholzer Moorniederung, an dem die Moorbahn ins Große Moor beginnt.
Die Martinskirche in Essern dient evangelisch-lutherischen Christen im Kirchspiel Essern-Steinbrink-Nordel als Gottesdienststätte. Einzige Bildungseinrichtung in Essern ist der öffentliche Kindergarten „Zwergenburg“.

## Verkehr
Essern wird von den Linien 74 und 75 der Verkehrsgesellschaft Landkreis Nienburg bedient. Durch den Ort führt die Landesstraße 343 von Wagenfeld nach Diepenau.